# Auberge d'Aragon (La Valette)
Pour les articles homonymes, voir Auberge d'Aragon.

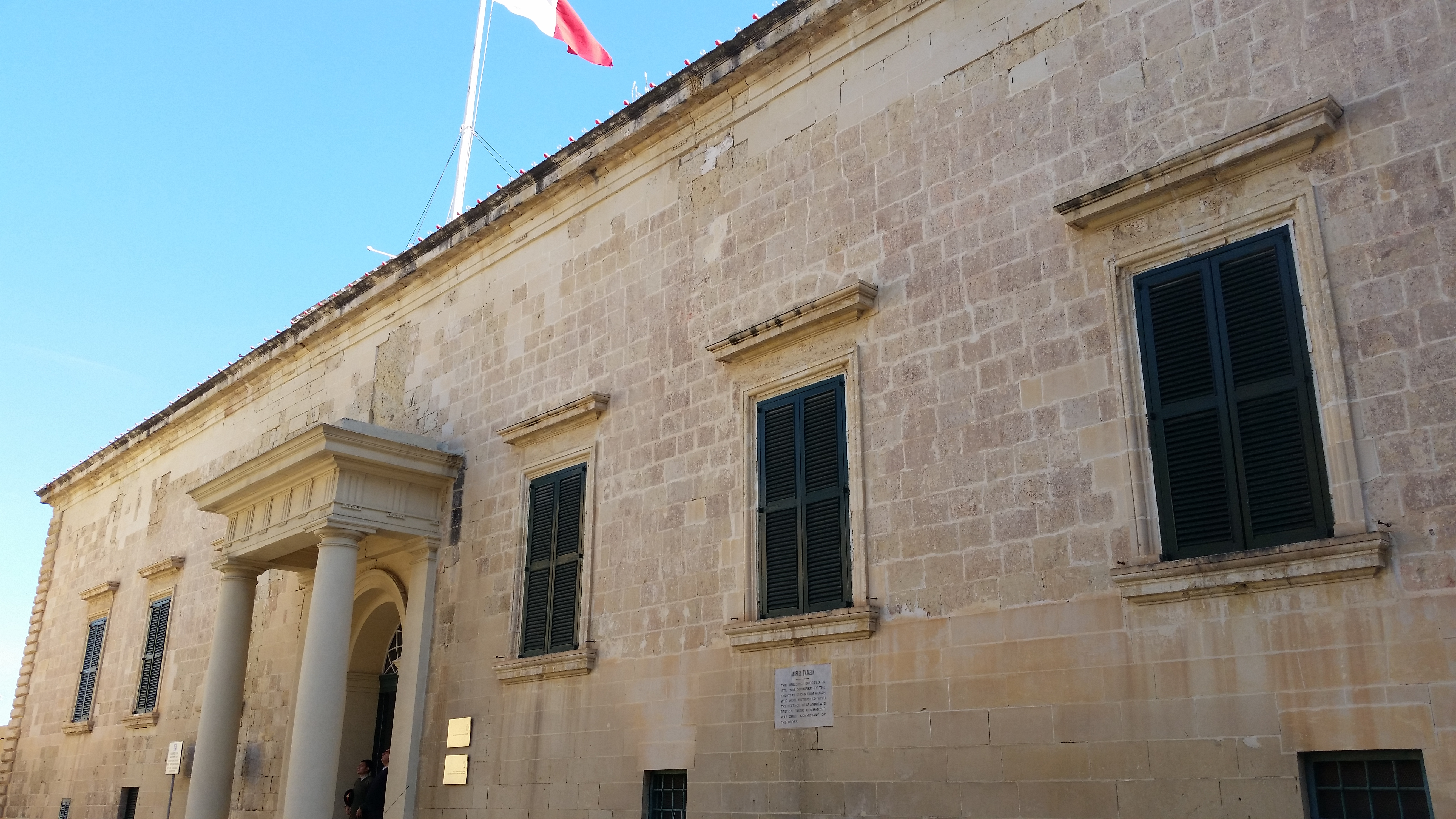
Vue de l’Auberge d’Aragon

L’auberge d'Aragon (lang-mt : I Berġa tal-Aragona) est une auberge hospitalière située à La Valette à Malte. Elle a été construite au XVIe siècle pour abriter les chevaliers de l'ordre de Saint-Jean de Jérusalem appartenant à la langue d'Aragon.